# Chris Weidman
Christopher James Weidman, detto Chris (Baldwin, 17 giugno 1984), è un lottatore di arti marziali miste statunitense.
Combatte nella divisione dei pesi medi per l'organizzazione UFC, nella quale è stato campione di categoria dal 2013 al 2015 dopo aver terminato il regno dell'imbattuto Anderson Silva, che durava da oltre sei anni, e battendolo una seconda volta nel successivo rematch. A inizio carriera ha vinto il titolo dei pesi medi Ring of Combat.
In passato è stato un ottimo wrestler a livello scolastico, ottenendo per due volte il titolo di All-American (da cui il suo soprannome) e arrivando terzo al campionato NCAA del 2007. Nel submission grappling ha preso parte alla prestigiosa competizione ADCC Submission Wrestling World Championship nel 2009 lottando nel torneo fino agli 88 kg e nel torneo absolute, venendo eliminato in entrambi i casi nei quarti di finale.
È stato premiato Breakthrough Fighter of the Year ai Fighters Only World MMA Awards nel 2012 e Fighter of the Year nel 2013.
Nel 2010 venne segnalato come il miglior prospetto nei pesi medi. Successivamente dominò la classifica dei migliori talenti emergenti del 2011.

## Biografia
Weidman, secondo di tre figli, ha origini tedesche e irlandesi. Inizia a praticare lotta libera già da bambino e grazie al suo atletismo naturale riesce molto rapidamente rispetto ai suoi coetanei. Ha frequentato la Baldwin Senior School di Long Island, dove è stato campione di lotta della Contea di Nassau e dello Stato di New York, e ottiene per due volte il titolo di All-American al Nassau Community College prima di trasferirsi all'Università di Hofstra, dove arriva terzo al prestigioso torneo collegiale NCAA.
È laureato in psicologia ed è cognato di Stephen "Wonderboy" Thompson.

## Carriera nelle arti marziali miste

### Inizi
Weidman si presenta nel mondo delle arti marziali miste con un valido curriculum da wrestler e si unisce al Serra-Longo Fight Team del duo italoamericano Matt Serra e Ray Longo, dove migliora sensibilmente lo striking.
Esordisce il 20 febbraio 2009 nella promozione Ring of Combat, dove con pochi patemi sconfigge i primi tre avversari e vince il titolo dei pesi medi.

### UFC
Weidman entra in UFC nel 2011. Pur venendo avvisato solamente due settimane prima del suo esordio contro Alessio Sakara, andando a sostituire l'infortunato Rafael Natal, Weidman s'impone sull'italiano ai punti. Successivamente sostituisce l'indisponibile Court McGee nel match contro Jesse Bongfeldt sconfiggendo l'avversario per sottomissione.
Sconfigge per sottomissione anche Tom Lawlor e questa vittoria gli frutta subito la possibilità di affrontare un lottatore a lungo nella top 10 quale Demian Maia, complice anche l'infortunio di Mark Muñoz; l'incontro si svolse nel 2012 e Weidman si impose di poco lasciando molti dubbi sulla scelta dei giudici di gara. In ogni caso la sua striscia di vittorie arrivò sull'8-0.
Weidman completò la sua corsa come contendente numero uno al titolo quando, nel luglio 2012, sconfisse nettamente Mark Muñoz, al tempo considerato uno dei primi cinque pesi medi al mondo, surclassandolo nella lotta libera e mettendolo KO con una gomitata.
Nel dicembre dello stesso anno avrebbe dovuto affrontare l'altro top contender Tim Boetsch per il definitivo posto di avversario del campione Anderson Silva, ma un mese prima dell'incontro Weidman s'infortunò e venne sostituito con il compagno di squadra Costa Philippou.

#### Campione dei pesi medi UFC

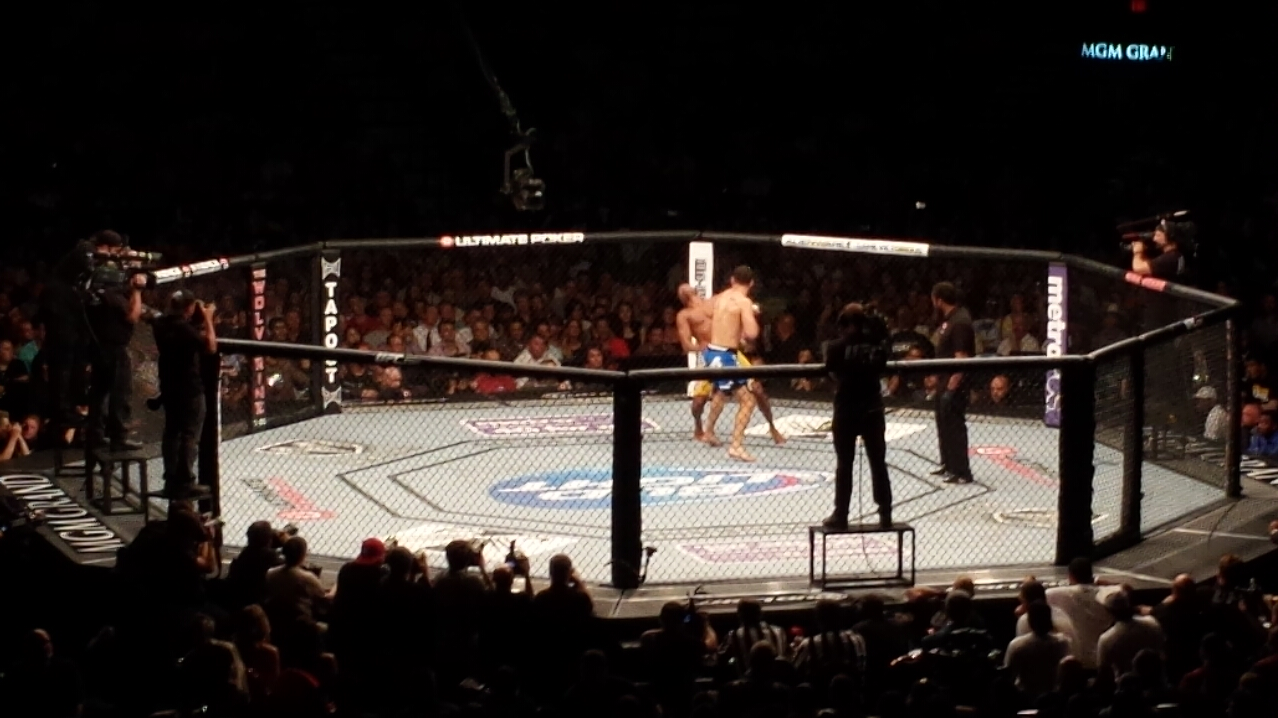
Chris Weidman mette KO Anderson Silva a UFC 162 e diviene il nuovo campione dei pesi medi UFC

Le successive sconfitte da parte degli altri possibili contendenti come Michael Bisping e Rashad Evans permisero allo statunitense di essere scelto come sfidante per il titolo: Weidman affrontò il campione Anderson Silva, alla sua undicesima difesa del titolo, il 6 luglio 2013 all'evento UFC 162. Weidman mise in difficoltà il campione già durante il primo round; tra la prima e la seconda ripresa Silva tentò di tornare in vantaggio con la sua tecnica fatta di finte e provocazioni, ma queste non limitarono l'azione di Weidman che anzi stese il rivale durante la seconda ripresa e divenne il nuovo campione dei pesi medi UFC. Weidman interruppe così il dominio di Silva, che durava dal 2006, e gli inflisse la prima sconfitta per KO in carriera, KO che venne premiato con il riconoscimento Knockout of the Night.
In dicembre avvenne il rematch tra Weidman e Silva all'evento UFC 168 tenutosi ancora a Las Vegas: dopo un primo round dominante, Weidman risolse l'incontro ancora una volta nella seconda ripresa stavolta a causa di un infortunio capitato a Silva come conseguenza di un calcio basso parato da Weidman.
La seconda difesa del titolo, programmata per maggio 2014, avrebbe dovuto essere contro l'ex campione dei pesi mediomassimi Vítor Belfort, noto anche per il suo utilizzo della terapia sostitutiva con testosterone, ma nel febbraio di quell'anno la commissione sportiva del Nevada vietò tale tipo di pratica e lo stesso Belfort diede forfait venendo sostituito da un altro brasiliano ex campione dei massimi leggeri, Lyoto Machida. L'incontro venne successivamente spostato da UFC 173 a UFC 175 a causa di un infortunio subìto da Weidman: questo comunque si impose ai punti ed entrambi gli atleti ottennero il premio Fight of the Night.
In dicembre avrebbe dovuto difendere il titolo contro Vitor Belfort, ma s'infortunò in settembre e di conseguenza il match venne posticipato a febbraio 2015; ad un mese dal match Weidman subì un nuovo infortunio che fece saltare l'incontro. Dopo essersi ripreso la UFC spostò il suo match contro il brasiliano all'evento UFC 187, che si tenne a maggio a Las Vegas. Dopo qualche difficoltà Weidman riuscì a mettere a segno un feroce ground and pound costringendo l'arbitro a fermare l'incontro; con questa vittoria lo statunitense ottenne il riconoscimento "Performance of the Night".

#### Perdita del titolo
A dicembre 2015 Weidman si ritrovò ancora una volta a difendere il proprio titolo contro l'ex campione dei pesi medi Strikeforce Luke Rockhold, che riuscì a porre fine all'incontro al quarto round tramite un feroce ground and pound. Questa fu la sua prima sconfitta in carriera per Weidman, che nonostante ciò ottenne il premio Fight of the Night.
Il 4 giugno 2016 avrebbe dovuto riaffrontare Rockhold in un match per il titolo, ma il 17 maggio fu costretto a rinunciare a causa di un'ernia sulla cervicale; al suo posto venne inserito Michael Bisping, che vincerà l'incontro.
A novembre dovette affrontare Yoel Romero all'evento UFC 205 in un incontro che avrebbe stabilito il prossimo sfidante al titolo. Alla terza ripresa Weidman, in un tentativo di takedown, venne colpito in pieno volto da una ginocchiata in salto, venendo così sconfitto per KO tecnico.
L'8 aprile affronta all'evento UFC 210 l'armeno Gegard Mousasi: al secondo round Weidman viene colpito da alcune ginocchiate che spingono l'arbitro ad interrompere l'incontro per verificarne la regolarità, ma il replay mostra che i colpi dell'armeno sono perfettamente idonei. Weidman perde per KO tecnico dato il parere della commissione medica ottenendo la terza sconfitta consecutiva in carriera. Il 22 luglio torna alla vittoria imponendosi sul giovane prospetto Kelvin Gastelum per sottomissione.
Dopo più di un anno lontano dall'ottagono a causa di alcuni problemi al pollice della mano, necessitanti di ben due operazioni chirurgiche, Weidman torna a combattere nella sua New York il 3 novembre 2018 a UFC 230 contro il brasiliano Ronaldo "Jacarè" Souza: dopo due round molto combattuti, Weidman viene steso da un overhand destro ma l'arbitro non interrompe subito l'incontro nonostante lo stesso Souza si fosse inizialmente fermato. Weidman viene quindi sconfitto per KO tecnico ma entrambi gli atleti vengono premiati con il riconoscimento Fight of the Night.
Successivamente Weidman decide di passare alla categoria dei pesi mediomassimi, debuttando il 18 ottobre 2019 contro Dominick Reyes, perdendo per KO alla prima ripresa e decidendo così di ritornare a competere nei pesi medi, imponendosi su Omari Akhmedov per verdetto dei giudici l'8 agosto 2020.
Torna sull'ottagono il 24 aprile 2021, a UFC 261, affrontando il giamaicano Uriah Hall, ma dopo pochissimi secondi dall'inizio dell'incontro, è vittima di un tremendo infortunio alla gamba a seguito di un calcio basso parato da Hall, decretandone l'interruzione immediata per KO tecnico: per uno scherzo del destino, si è trattato dello stesso infortunio che aveva causato al suo ex rivale Anderson Silva anni prima, nella loro rivincita per il titolo dei pesi medi

## Risultati nelle arti marziali miste
| Risultato | Record | Avversario      | Metodo                               | Evento                             | Data              | Round | Tempo | Città                      | Note                                                          |
| --------- | ------ | --------------- | ------------------------------------ | ---------------------------------- | ----------------- | ----- | ----- | -------------------------- | ------------------------------------------------------------- |
| Sconfitta | 15-6   | Uriah Hall      | KO tecnico (infortunio alla gamba)   | UFC 261: Usman vs. Masidal 2       | 24 aprile 2021    | 1     | 0:17  | Jacksonville, Stati Uniti  |                                                               |
| Vittoria  | 15-5   | Omari Akhmedov  | Decisione (unanime)                  | UFC Fight Night: Lewis vs. Oleinik | 8 agosto 2020     | 3     | 5:00  | Las Vegas, Stati Uniti     | Ritorno nei pesi medi                                         |
| Sconfitta | 14-5   | Dominick Reyes  | KO (pugni)                           | UFC on ESPN: Reyes vs. Weidman     | 18 ottobre 2019   | 1     | 1:43  | Boston, Stati Uniti        | Debutto nei pesi mediomassimi                                 |
| Sconfitta | 14-4   | Ronaldo Souza   | KO tecnico (pugni)                   | UFC 230: Cormier vs. Lewis         | 3 novembre 2018   | 3     | 2:46  | New York, Stati Uniti      | Fight of the Night                                            |
| Vittoria  | 14-3   | Kelvin Gastelum | Sottomissione (triangolo di braccio) | UFC on Fox: Weidman vs. Gastelum   | 22 luglio 2017    | 3     | 3:45  | Uniondale, Stati Uniti     |                                                               |
| Sconfitta | 13-3   | Gegard Mousasi  | KO tecnico (ginocchiate)             | UFC 210: Cormier vs Johnson 2      | 8 aprile 2017     | 2     | 3:13  | Buffalo, Stati Uniti       |                                                               |
| Sconfitta | 13-2   | Yoel Romero     | KO (ginocchiata in salto e pugni)    | UFC 205: Alvarez vs. McGregor      | 12 novembre 2016  | 3     | 0:24  | New York, Stati Uniti      |                                                               |
| Sconfitta | 13-1   | Luke Rockhold   | KO tecnico (pugni)                   | UFC 194: Aldo vs. McGregor         | 12 dicembre 2015  | 4     | 3:12  | Las Vegas, Stati Uniti     | Perde il titolo dei pesi medi UFC, Fight of the Night         |
| Vittoria  | 13-0   | Vítor Belfort   | KO tecnico (pugni)                   | UFC 187: Jones vs. Johnson         | 23 maggio 2015    | 1     | 2:53  | Las Vegas, Stati Uniti     | Difende il titolo dei pesi medi UFC, Performance of the Night |
| Vittoria  | 12-0   | Lyoto Machida   | Decisione (unanime)                  | UFC 175: Weidman vs. Machida       | 5 luglio 2014     | 5     | 5:00  | Las Vegas, Stati Uniti     | Difende il titolo dei pesi medi UFC, Fight of the Night       |
| Vittoria  | 11-0   | Anderson Silva  | KO tecnico (infortunio)              | UFC 168: Weidman vs. Silva 2       | 28 dicembre 2013  | 2     | 1:16  | Las Vegas, Stati Uniti     | Difende il titolo dei pesi medi UFC                           |
| Vittoria  | 10-0   | Anderson Silva  | KO (pugni)                           | UFC 162: Silva vs. Weidman         | 6 luglio 2013     | 2     | 1:18  | Las Vegas, Stati Uniti     | Vince il titolo dei pesi medi UFC, KO of the Night            |
| Vittoria  | 9-0    | Mark Muñoz      | KO (gomitata e pugni)                | UFC on Fuel TV: Muñoz vs Weidman   | 11 luglio 2012    | 2     | 1:37  | San Jose, Stati Uniti      | KO of the Night                                               |
| Vittoria  | 8–0    | Demian Maia     | Decisione (non unanime)              | UFC on Fox: Evans vs. Davis        | 28 gennaio 2012   | 3     | 5:00  | Chicago, Stati Uniti       |                                                               |
| Vittoria  | 7–0    | Tom Lawlor      | Sottomissione (d'arce choke)         | UFC 139: Shogun vs. Henderson      | 19 novembre 2011  | 1     | 2:07  | San Jose, Stati Uniti      |                                                               |
| Vittoria  | 6–0    | Jesse Bongfeldt | Sottomissione (ghigliottina)         | UFC 131: Dos Santos vs. Carwin     | 11 giugno 2011    | 1     | 4:54  | Vancouver, Canada          | Submission of the Night                                       |
| Vittoria  | 5–0    | Alessio Sakara  | Decisione (unanime)                  | UFC Live: Sanchez vs. Kampmann     | 3 marzo 2011      | 3     | 5:00  | Louisville, Stati Uniti    | Debutto in UFC                                                |
| Vittoria  | 4–0    | Valdir Araujo   | Decisione (unanime)                  | Ring of Combat 33                  | 3 dicembre 2010   | 3     | 5:00  | Atlantic City, Stati Uniti | Difende il titolo dei pesi medi ROC                           |
| Vittoria  | 3–0    | Uriah Hall      | KO tecnico (pugni)                   | Ring of Combat 31                  | 24 settembre 2010 | 1     | 3:06  | Atlantic City, Stati Uniti | Passa ai pesi medi, vince il titolo dei pesi medi ROC         |
| Vittoria  | 2–0    | Mike Stewart    | KO tecnico (pugni)                   | Ring of Combat 24                  | 17 aprile 2009    | 1     | 2:38  | Atlantic City, Stati Uniti | Incontro catchweight (190 libbre)                             |
| Vittoria  | 1–0    | Ruben Lopez     | Sottomissione (kimura)               | Ring of Combat 23                  | 20 febbraio 2009  | 1     | 1:35  | Atlantic City, Stati Uniti | Incontro catchweight (190 libbre)                             |